# Maxime Brillault
Maxime Brillault (Tours, 25 april 1983) is een Franse voetballer, die nu speelt bij Vannes OC. Maxime is een verdediger die voornamelijk centraal in de verdediging staat. Hij komt over van Frankrijk waar hij voor Franse amateurploegen speelde.
Met Sporting Charleroi was hij toe aan zijn eerste profclub. In januari 2011 raakte hij verzeild in de B-kern van Sporting Charleroi. Hierdoor ondertekende hij een contract bij Vannes OC.

## Profcarrière
| seizoen | club                     | land      | competitie           | wed. | goals |
| ------- | ------------------------ | --------- | -------------------- | ---- | ----- |
| 2004/06 | US Orléans               | Frankrijk | CFA                  | 66   | 4     |
| 2006/08 | FC Libourne-Saint-Seurin | Frankrijk | CFA                  | 53   | 4     |
| 2008/09 | Amiens SC                | Frankrijk | Championnat National | 23   | 0     |
| 2009/10 | Sporting Charleroi       | België    | Jupiler League       | 27   | 1     |
| 2009/10 | Sporting Charleroi       | België    | Play-Off II B        | 6    | 0     |
| 2010/11 | Sporting Charleroi       | België    | Jupiler Pro League   | 18   | 0     |
| 2010/11 | Vannes OC                | Frankrijk | Ligue 2              | 0    | 0     |
|         |                          |           | Totaal               | 193  | 9     |

Bijgewerkt: 28/01/2011